# Pijlerkapel ter ere van de Heilige Drogo

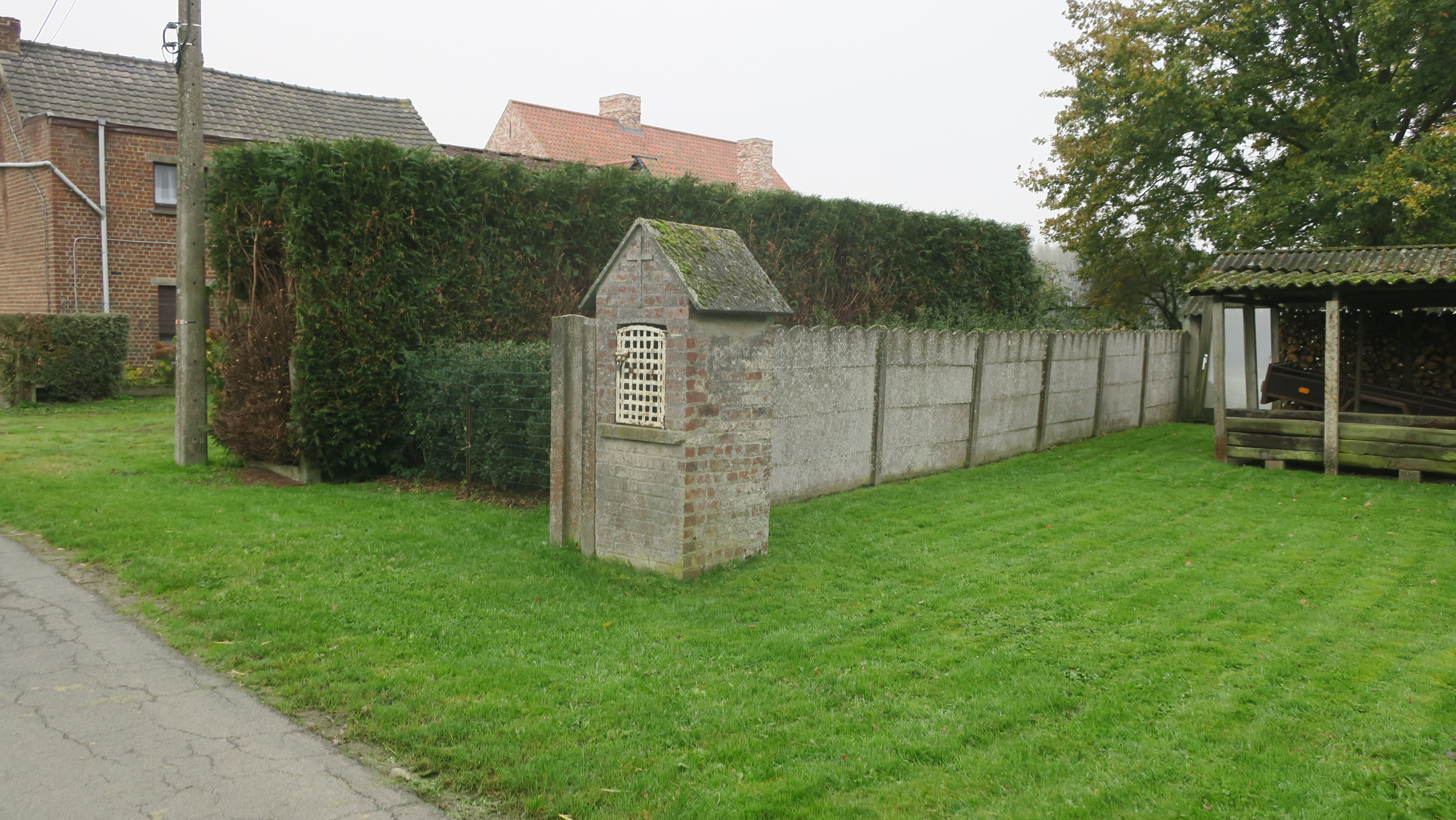
Pijlerkapel ter ere van de Heilige Drogo.

Deze pijlerkapel ter ere van Drogo van Sebourg is gelegen in Bellingen, een deelgemeente van Pepingen in de Belgische provincie Vlaams-Brabant. De kapel bevindt zich in de voortuin van het woonhuis gelegen aan de Kattenholstraat 2. Reeds in het midden van de negentiende eeuw werd ze opgericht.
De pijlerkapel is opgetrokken uit baksteen in halfsteensverband en is bedekt met een gecementeerd zadeldak. De rechthoekvormige nis is afgesloten met een rastervormig hekje. Boven de nis bevindt zich een Latijns kruis. In het kapelletje prijkt een houten beeld van de heilige Drogo, voorgesteld als jonge herder met omgevouwen hoed, mantel rond de arm en staf in de hand. Aan weerszijden van het beeld ligt een schaap. De heilige Drogo is de patroonheilige van Bellingen en wordt aangeroepen in de Onze-Lieve-Vrouwkerk van Bellingen tot genezing van breuken en besmettelijke veeziekten. Hij is de beschermheer van wandelaars, stappers en zwakke weggebruikers. Er wordt halt gehouden bij de kapel tijdens de jaarlijkse Drogo-ommegang.